# Shahrestān-e Rāmshīr
Shahrestān-e Rāmshīr (persiska: شهرستان رامشير, رامشير) är en delprovins (shahrestan) i Iran.   Den ligger i provinsen Khuzestan, i den centrala delen av landet, 600 km söder om huvudstaden Teheran.
Delprovinsen hade 54 004 invånare 2016.